# Арменска младежка асоциация
Арменската младежка асоциация (АМА) в Никозия е културен и спортен клуб на арменците в Кипър. Основана е през 1934 г. в арменския квартал на града. Цветовете са черно и бяло, а първи председател е Анания Махдесян. Клубът има скаутско движение - АМА 77, което е част от кипърското скаутско движение. Клубът поддържа футболна академия. В миналото развива отбори в хокея, дартс и тенис на маса.

## Културен и социален живот
АМА се счита за един от основните центрове на културен и социален живот за кипърските арменци. Неговите помещения са разположени в Строволос, Никозия, много близо до църквата Сурп Асдвадзадзин. В същото помещение се намира арменския национален комитет на Кипър (1965), местния клон на арменската федерация на младежта (1977), Младежки център Азадамард (1986), Арменската асоциация за култура и образовние на Кипър (Хамазкаин, 1949/1999).
В сградата на АМА и/или от свързаните с нея асоциации се организират различни социални, културни и благотворителни събития, като например обеди, речи, изложби, благотворителност и т.н. Там стари и млади членове на кипърско-арменската общност се събират, за да разговарят или да играят карти и билярд. Арменската федерация на младежта организира летни лагери, докато Хамазкаин организира танцови и театрални представления, както и художествени изложби. В края на 2009 г., клубът е обновен и разширен и е официално открит на 28 февруари 2010 г. от депутата в кипърския парламент Варткес Махдесян.

## Футбол
През първите си години, футболният отбор играе само приятелски мачове преди да се присъедини към Кипърската футболна федерация (КФФ). В наши дни отборът участва в аматьорската дивизия на Никозия и земеделското първенство на Кипър.

### Участие в Първа дивизия
АМА става член на КФФ през 1945 г. Домакинства на стария стадион ГСП. През 1947 г. участва в първа дивизия и завършва на 4-то място, като достига полуфинал за купата. Отбора играе там до сезон 1961/62 (с кратко прекъсване от 1957 г. до 1960 г.), когато завършва на 13-о място и изпада. Общият баланс е 176 мача, 23 победи, 27 равенства и 126 загуби.

## Хокей
АМА е пионер в хокея в Кипър, участвайки във всички три шампионата след Втората световна война, като дори печели единия. Взима участие и в международни срещи.